# Semiothisa pacianaria
Semiothisa pacianaria là một loài bướm đêm trong họ Geometridae.